# 狩野美信
狩野 美信（かのう よしのぶ、延享4年（1747年） - 寛政9年3月8日（1797年4月4日））は、日本の江戸時代前期に活動した狩野派（江戸狩野）の絵師。美信は諱で、号は洞春。両者を合わせて、狩野洞春美信とも呼ばれる。通称は三四郎、別号に浩然斎。江戸幕府御用絵師の中で奥絵師4家に次ぐ家格を持つ、表絵師筆頭（御坊主格）駿河台狩野家の4代目。画名があり、駿河台狩野家の中興の祖とも言われる。

## 略伝
狩野元仙の長男として生まれる。宝暦5年（1755年）9歳で父が亡くなり、駿河台狩野家を継ぐ。絵は、父の門人で福岡藩江戸詰め絵師だった石里洞秀（父）に学ぶ。明和元年（1764年）朝鮮通信使へ贈る朝鮮贈呈屏風一双の制作を手がけ、天明5年（1785年）家業に励んだ功績で法眼に叙された。これにより家格が上昇したらしく、帯刀が許され、奥絵師の鍛冶橋狩野家と同等、一時は上席になることもあったという。奥絵師筆頭格だった狩野典信の娘と結婚し、跡継ぎの狩野愛信が生まれる。寛政9年（1797年）死去。享年51。墓所は多磨霊園(護国寺から改葬)。

## 作品
| 作品名                         | 技法         | 形状・員数 | 寸法（縦x横cm）   | 所有者                 | 年代               | 落款・印章                                    | 備考                                    |
| ------------------------------ | ------------ | ---------- | ----------------- | ---------------------- | ------------------ | --------------------------------------------- | --------------------------------------- |
| 狩野益信像                     |              | 1幅        | 86.8x52.0         | 東京国立博物館         |                    |                                               |                                         |
| 四季花鳥図                     |              | 双幅       | 92.4x33.6         | 東京国立博物館         |                    | 款記「美信筆」                                |                                         |
| 八幡太郎義家図                 | 絹本著色     | 1幅        | 87.5x140.5        | 三井記念美術館         |                    | 款記「美信筆」                                |                                         |
| 三夕歌絵                       |              |            |                   | 徳川美術館             |                    |                                               |                                         |
| 寿老白鹿・春景山水・雪景山水図 | 絹本著色     | 3幅対      | 111.8x59.0（各）  | 白鹿記念酒造博物館     |                    | 各幅に款記「狩野洞春筆」/「洞春之印」白文方印 |                                         |
| 唐獅子図屏風                   |              | 六曲一双   | 183.5x456.0（各） | 高槻市立しろあと歴史館 |                    |                                               |                                         |
| 虎渓三笑図                     | 絹本淡彩     | 1幅        | 77.8x114.8        | ボストン美術館         |                    | 款記「美信筆」                                |                                         |
| 牟礼高松図                     | 絹本著色     | 1幅        | 113.3x56.3        | ボストン美術館         |                    | 款記「美信筆」                                |                                         |
| 鍾馗図                         | 絹本墨画     | 1幅        | 104x39.2          | ボストン美術館         |                    | 款記「美信筆」                                |                                         |
| 高士観瀑図                     | 絹本墨画     | 1幅        | 92.8x75.2         | ボストン美術館         |                    | 款記「美信筆」                                |                                         |
| 花鳥図屏風                     | 紙本金地著色 | 二曲一隻   | 44.7x172          | ボストン美術館         |                    | 款記「狩野洞春筆」                            |                                         |
| 双龍図                         | 絹本墨画     | 1幅        | 140,5x79.1        | ウィーン国立工芸美術館 |                    | 款記「追前翁圖蹟／美信筆」/「藤原」朱文鼎印   |                                         |
| 川上不白肖像                   |              | 1幅        |                   | 江戸千家               | 1779年（安永8年）  | 款記「美信筆」                                | 川上不白賛                              |
| 常光寺障壁画                   |              | 全25面     |                   | 常光寺                 | 1789年（寛政元年） |                                               | 壁画床2面と障壁画10面が小浜市指定文化財 |
| 蜀の三傑図                     | 紙本墨画淡彩 | 1幅        | 156.7x94.8        | 東京芸術大学大学美術館 | 法眼期             | 款記「式部卿法眼洞春筆」/「洞春」朱文円印     |                                         |